# Liliane de Kermadec
Pour les articles homonymes, voir Kermadec.
Liliane de Kermadec, née Liliane Pisterman le 6 octobre 1928 à Varsovie (Pologne) et morte le 13 février 2020 à Paris, est une comédienne, réalisatrice et scénariste française.
Au cours d'une carrière s'étalant sur soixante années, elle réalise une vingtaine de films, dont Aloïse (1975), inspiré de la vie de l'artiste Aloïse Corbaz.

## Biographie
Elle commence sa carrière comme comédienne. Elle joue dans Dona Rosita (1952) de Federico García Lorca, avec Silvia Monfort, dans une mise en scène de Claude Régy, dans Mon cœur dans les Highlands (1955) de William Saroyan, mise en scène par Michel Vitold. André Cellier, directeur du Théâtre de Poche Montparnasse la dirige dans La plus forte (1959) d'August Strindberg et Histoire de nuit (1960) de Seán O'Casey.
Elle est aussi photographe de plateau sur sept longs métrages dont Cléo de 5 à 7 d'Agnès Varda (1962), Muriel d'Alain Resnais (1963), Fortunat d'Alex Joffé et Bébert et l'Omnibus d'Yves Robert.

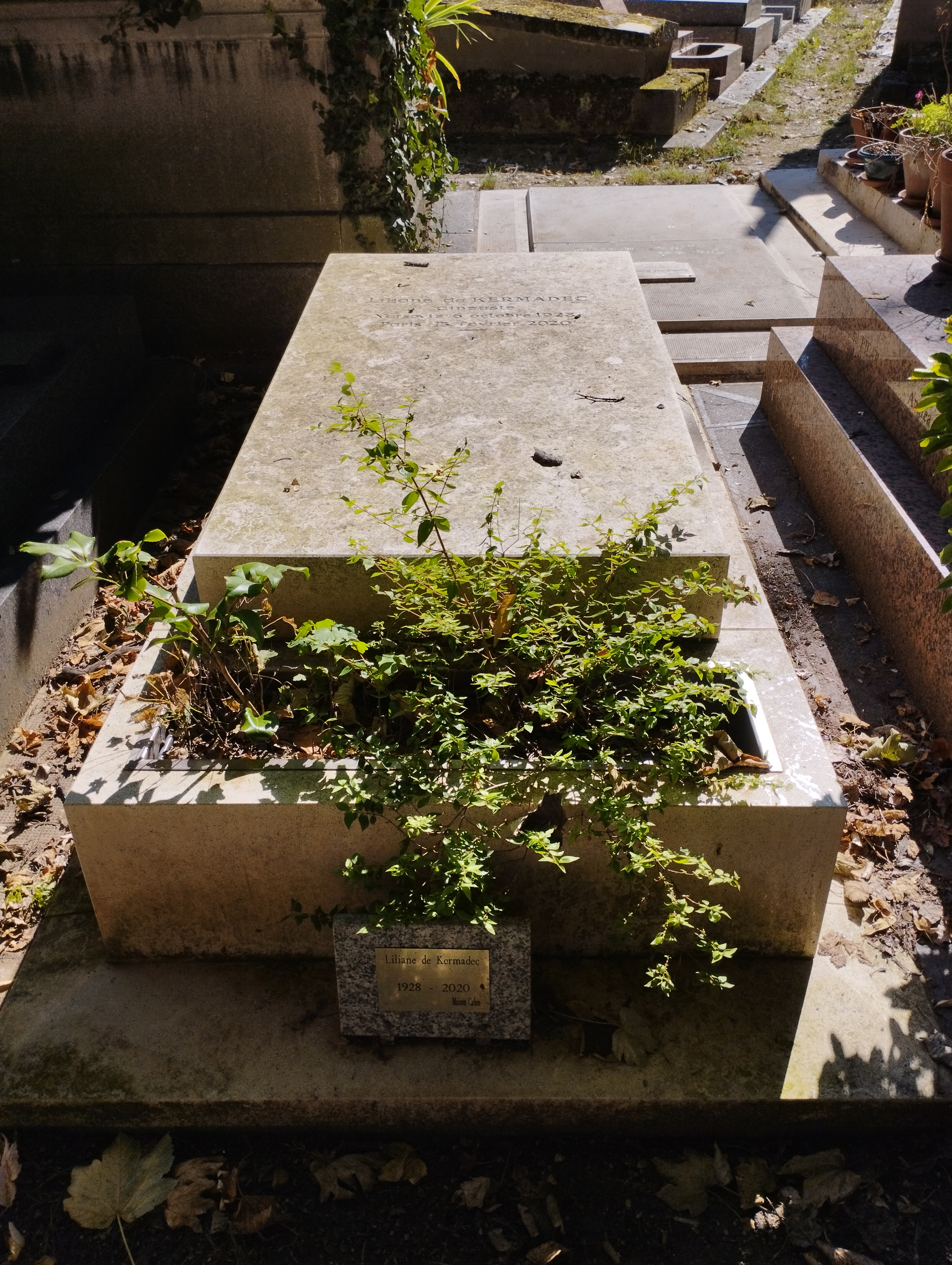
Tombe de Liliane de Kermadec au cimetière de Montmartre (division 22).

Elle passe à la réalisation en 1963 avec un court métrage intitulé Le Temps d'Emma, puis avec un long métrage en 1973, Home Sweet Home. Mais c’est avec son film suivant, Aloïse (1975), portrait inspiré par l'artiste Aloïse Corbaz avec Isabelle Huppert et Delphine Seyrig, qu’elle est remarquée par la profession et le public. Ensuite, elle enchaîne œuvres de fiction et documentaires pour le cinéma et la télévision, au cours d'une carrière longue de six décennies. Beaucoup de ses œuvres, autoproduites, sont diffusées hors circuit ou bien perdues par la suite. 
Elle est inspirée par des femmes exceptionnelles, que ce soient ses comédiennes (Delphine Seyrig, Isabelle Huppert) ou ses héroïnes (Aloïse, La Piste du télégraphe). Les thèmes de ses œuvres tournent le plus souvent autour de la politique et du genre.
Elle meurt à l'âge de 91 ans le 13 février 2020 à Paris, et est inhumée au cimetière de Montmartre (division 22).

## Filmographie

### Cinéma
- 1964 : Le Temps d'Emma (court-métrage documentaire biographique sur Emma Stern), scénario et réalisation
- 1966 : Qui donc a rêvé (court-métrage), d'après Lewis Carroll
- 1973 : Home Sweet Home, scénario et réalisation
- 1975 : Aloïse, scénario et réalisation
- 1978 : Sophie et le Capitaine - Tournages arrêté (actrice principale Julie Christe - productrice Irène Silberman)[3],[4]
- 1994 : La Piste du télégraphe, scénario et réalisation
- 2008 : Le Murmure des ruines, scénario et réalisation avec Saro Sarayan

### Télévision
- 1981 : Le Petit Pommier, scénario et réalisation
- 1982 : Mersonne ne m'aime, adaptation et réalisation
- 1986 : Un moment d’inattention, réalisation
- 1988-1989 : Les Symptômes de l'amour (série)
- 1990 : La Création du monde de Théodore (Leninallee), scénario et réalisation
- 1995 : Le Cinéma de grand-père (documentaire)
- 2000 : La Route de la soie chinoise (documentaire)
- 2005 : La Très Chère Indépendance du Haut Karabagh, (documentaire)
- 2006 : L'histoire naturelle d'Armand David (documentaire)
- 2011 : He Film (documentaire)
- 2015 : Le Cri des fourmis (documentaire)[2]
- 2018 : Paris ou l’utopie perdue (documentaire)[2]

## Théâtre
- Akara de Romain Weingarten
- 1959 : La Plus Forte d'August Strindberg, mise en scène d'André Cellier, Poche Montparnasse
- 1960 : Histoire de nuit de Sean O'Casey, mise en scène d'André Cellier, Poche Montparnasse